# Беррард
Беррард (англ. Burrard Inlet) — относительно мелководный фьорд на юго-западе провинции Британская Колумбия, Канада. Площадь акватории — 86 км².
Сформировался во время последнего Ледникового периода. Разделяет низменный полуостров Беррард с расположенным на нём городом Ванкувер и подножие горного хребта North Shore Mountains, на котором находятся несколько пригородов, входящих в агломерацию Большой Ванкувер.

## Описание
Залив простирается практически строго на восток от пролива Джорджии до Порт Муди. Оба его берега почти на всём своём протяжении плотно застроены городскими районами Большого Ванкувера. Примерно на две трети расстояния от начала залива Беррард на север ответвляется ещё один фьорд — Индиан-Арм.
Длина залива с запада на восток составляет примерно 25 км. Индиан-Арм уходит на север ещё на 20 км. Через залив переброшено три моста: мост Лайонс-Гейт (построен в 1938 г.), мост Айрон Уоркерс Мемориал (в 1960 г.) и железнодорожный мост Секонд Нарроуз (в 1969 г.). Также через залив, между двумя автомобильными мостами и почти на одинаковом расстоянии от них, регулярно ходит пассажирский паром SeaBus, соединяя центральную часть Ванкувера и пригород Норт-Ванкувер.
Обжитые берега залива сохранили совсем немного лесопарковых зон. Однако гораздо более крутые склоны фьорда Индиан-Арм (по сути являющегося частью залива Беррард) настолько труднопроходимы, что остались практически нетронутыми человеком, несмотря на близость большой агломерации.

## Порт Ванкувера
Защищённые от открытого океана узостью перешейка First Narrows, спокойные воды залива Беррард сформировали основную акваторию порта Ванкувера, отлично подходящую для стоянки больших океанских судов. Большая часть береговой линии залива отдана под нужды порта: подъезды железной дороги, терминалы для погрузки судов насыпных грузов и контейнеровозов, портовые зерновые элеваторы и (в восточной части порта, за перешейком Second Narrows) нефтеперерабатывающие заводы. Суда, ожидающие погрузки и выгрузки, часто становятся на якорь в заливе English Bay, располагающемся южнее входа в залив Беррард через водный перешеек First Narrows.